# Home Nations Championship 1893
L'Home Nations Championship 1893 (in gallese Pencampwriaeth Rygbi'r Pedair Gwlad 1893) fu l'11ª edizione del torneo annuale di rugby tra le squadre nazionali di Galles, Inghilterra, Irlanda e Scozia.
Il Galles interruppe il dominio anglo-scozzese aggiudicandosi per la prima volta il torneo corredandolo anche del Triple Crown avendolo vinto a punteggio pieno; nell'ultima gara, che suggellò la vittoria finale, i Dragoni condannarono l'Irlanda al Cucchiaio di legno.
Il valore delle marcature, come stabilito dall’IRFB nel 1891, era: 2 punti per ciascuna meta (3 se trasformata), 3 punti per la realizzazione di ciascun calcio piazzato, 4 punti per la realizzazione di ciascun drop o mark.

## Nazionali partecipanti e sedi
| Squadra     | Città            | Impianto interno            |
| ----------- | ---------------- | --------------------------- |
| Galles      | Cardiff Llanelli | Arms Park Stradey Park      |
| Inghilterra | Leeds            | Headingley Stadium          |
| Irlanda     | Belfast Dublino  | Ballynafeigh Lansdowne Road |
| Scozia      | Edimburgo        | Raeburn Place               |

## Risultati
| Arbitro: | David Morton |

|                    |      |                     |
| Biggs A. Gould (2) | mt   | Lohden Marshall (3) |
| Bancroft           | tr   | Stoddart            |
| Bancroft           | c.p. |                     |

| Arbitro: | Bunny Wauchope |

|  |    |                 |
|  | mt | Bradshaw Taylor |

| Arbitro: | W.H. Humphreys |

|  |      |                           |
|  | mt   | Biggs B. Gould McCutcheon |
|  | c.p. | Bancroft                  |

| Belfast 18 febbraio 1893 | Irlanda      | 0 – 0 referto | Scozia | Ballynafeigh\| Arbitro: \| Rowland Hill \| |
| Arbitro:                 | Rowland Hill |               |        |                                            |

| Arbitro: | William Wilkins |

|  |      |                  |
|  | drop | Boswell Campbell |

| Llanelli 11 marzo 1893 | Galles         | 2 – 0 referto | Irlanda | Stradey Park (20000 spett.)\| Arbitro: \| W.H. Humphreys \| |
| Arbitro:               | W.H. Humphreys |               |         |                                                             |

## Classifica
| Pos | Squadra     | G | V | N | P | PF | PS | DP  | Pt |
| --- | ----------- | - | - | - | - | -- | -- | --- | -- |
| 1   | Galles      | 3 | 3 | 0 | 0 | 23 | 11 | +12 | 6  |
| 2   | Scozia      | 3 | 1 | 1 | 1 | 8  | 9  | −1  | 3  |
| 3   | Inghilterra | 3 | 1 | 0 | 2 | 15 | 20 | −5  | 2  |
| 4   | Irlanda     | 3 | 0 | 1 | 2 | 0  | 6  | −6  | 1  |